# Agrostis poeppigiana
Agrostis poeppigiana é uma espécie de gramínea do gênero Agrostis, pertencente à família Poaceae.